# لاسي بالدوين سميث
لاسي بالدوين سميث (بالإنجليزية: Lacey Baldwin Smith) هو مؤرخ أمريكي، ولد في 3 أكتوبر 1922 في برينستون في الولايات المتحدة، وتوفي في 8 سبتمبر 2013 في غرينسبورو في الولايات المتحدة.